# Liste der costa-ricanischen Botschafter in Spanien
Die Botschaft befindet sich in der Calle de Ríos Rosas, Nº 54 in Madrid.
Der Botschafter in Madrid ist regelmäßig auch in Andorra und Ankara akkreditiert.

## Geschichte
Die Unabhängigkeit Costa Ricas von Spanien wurde im Tratado Molina-Pidal (benannt nach den Verhandlungsführern  Felipe Francisco Molina y Bedoya und Pedro José Pidal y Carniado), welcher am 10. Mai 1850 in Madrid unterzeichnet wurde, anerkannt.
| Agrément/Ernennung/Akkreditierung | Botschafter                                    | Bemerkungen | ernannt von                                    | akkreditiert während der Regierung von | Posten verlassen |
| --------------------------------- | ---------------------------------------------- | --- | ---------------------------------------------- | -------------------------------------- | ---------------- |
| 1850                              | Felipe Francisco Molina y Bedoya               | Ministre plénipotentiaire mit Sitz in London ab 1851 in Washington, D.C. | Juan Rafael Mora Porras                        | Isabella II.                           | 1855             |
| 1872                              | Carlos Gutiérrez                               | | Tomás Guardia Gutierrez                        | Amadeus I.                             | 1875             |
| 1880                              | Manuel María de Peralta y Alfaro               | | Tomás Guardia Gutierrez                        | Alfons XII.                            | 1883             |
| 1883                              | León Fernández Bonilla                         | | Próspero Fernández Oreamuno                    | Alfons XII.                            | 1887             |
| 1887                              | Manuel María de Peralta y Alfaro               | († 1. August 1930 in Paris) | Bernardo Soto y Alfaro                         | Alfons XIII.                           | 1. Aug. 1930     |
| 1940                              | Luis Dobles Segreda                            | | Rafael Ángel Calderón Guardia                  | Francisco Franco                       | 1942             |
| 1950                              | Luis Dobles Segreda                            | (* 1889 in San Francisco de Heredia; † 1957) | Luis Rafael de la Trinidad Otilio Ulate Blanco | Francisco Franco                       |                  |
| 1951                              | Antonio Facio Ulloa                            | († 10. August 1966) Gesandtschaft wurde zur Botschaft aufgewertet | Luis Rafael de la Trinidad Otilio Ulate Blanco | Francisco Franco                       | 1951             |
| 1952                              | Marcial Rodriguez Conejo                       | | Alberto Oreamuno Flores                        | Francisco Franco                       | 1953             |
| 1953                              | Francisco Urbina González                      | | José Figueres Ferrer                           | Francisco Franco                       | 1958             |
| 1958                              | Virgilio Chaverri Ugalde                       | | Mario Echandi Jiménez                          | Francisco Franco                       | 1961             |
| 11. Mai 1961                      | José Pozuelo Apéstegui                         | [ 2 ] | Mario Echandi Jiménez                          | Francisco Franco                       | 1962             |
| 1962                              | José Francisco Carballo Quirós                 | [ 3 ] | Francisco José Orlich Bolmarcich               | Francisco Franco                       | 1964             |
| 5. Juni 1964                      | Antonio Escarré Cruxent                        | | Francisco José Orlich Bolmarcich               | Francisco Franco                       | 1965             |
| 1966                              | Enrique Macaya Lahmann                         | (* 1905 in San José (Costa Rica)) Er studierte und lebte mehrere Jahre in Europa und den USA, schloss ein Studium der Rechtswissenschaften an der Universität in Paris ab und wurde zum Dr. phil. promoviert. | José Joaquín Trejos Fernández                  | Francisco Franco                       | 1968             |
| 1968                              | Oscar Sáenz Soto                               | | José Joaquín Trejos Fernández                  | Francisco Franco                       | 1969             |
| 1969                              | Enrique Pozuelo Apéstegui                      | (* 8. November 1898) | José Joaquín Trejos Fernández                  | Francisco Franco                       | 1970             |
| 1970                              | Luis Rafael de la Trinidad Otilio Ulate Blanco | | José Figueres Ferrer                           | Francisco Franco                       | 1971             |
| 1972                              | Miguel Yamuni Tabush                           | Von 1963 bis 1966 war er Botschafter in Beirut und ab 1964 gleichzeitig in Kairo, Aman, Kuwait-Stadt und Damaskus akkreditiert                                                                                | José Figueres Ferrer                           | Francisco Franco                       | 1976             |
| 1976                              | Rodrigo Loria Cortés                           | Roberto Loria Cortés | Daniel Oduber Quirós                           | Adolfo Suárez                          | 1978             |
| 1978                              | Alvaro Aguilar Peralta                         | | Rodrigo Carazo Odio                            | Adolfo Suárez                          | 1981             |
| 1981                              | Carlos Alberto Serrano Bonilla                 | Doktor der Pharmazie | Rodrigo Carazo Odio                            | Leopoldo Calvo-Sotelo                  | 1982             |
| 1982                              | Enrique Obregón Valverde                       | | Luis Alberto Monge Álvarez                     | Leopoldo Calvo-Sotelo                  | 1984             |
| 1985                              | Carlos Meléndez Chaverri                       | | Luis Alberto Monge Álvarez                     | Felipe González                        | 1986             |
| 1986                              | Teresa Martínez Randulfe de Constenla          | (* 1948) | Óscar Arias Sánchez                            | Felipe González                        | 1988             |
| 1988                              | Janina del Vecchio Ugalde de Hidalgo           | [ 5 ] | Óscar Arias Sánchez                            | Felipe González                        | 1990             |
| 1990                              | Antonio López Escarré                          | | Rafael Ángel Calderón Fournier                 | Felipe González                        | 1994             |
| 1994                              | Rose Marie Karpinski Dodero de Murillo         | | José María Figueres Olsen                      | Felipe González                        | 1997             |
| 30. Juni 1998                     | Javier Solís Herrera                           | | Miguel Angel Rodríguez Echeverría              | José María Aznar                       | 2001             |
| 23. Feb. 2008                     | Melvin Sáenz Biolley                           | | Óscar Arias Sánchez                            | José Luis Rodríguez Zapatero           |                  |
| 10. Jan. 2011                     | Ekhart Peters Seevers                          | [ 6 ] | Laura Chinchilla Miranda                       | José Luis Rodríguez Zapatero           | 1. Feb. 2012     |